# 390848 Veerle
390848 Veerle è un asteroide della fascia principale. Scoperto nel 2004, presenta un'orbita caratterizzata da un semiasse maggiore pari a 2,3349017 UA e da un'eccentricità di 0,1408152, inclinata di 6,53854° rispetto all'eclittica.